# Greenhorn, Oregon
Greenhorn là một thành phố nhỏ nằm trong hai quận Baker và Grant thuộc tiểu bang Oregon của Hoa Kỳ. Nó nằm ở hai bên đỉnh núi Blue vì vậy nó nằm trong cả hai quận Grant và quận Baker. Tuy nhiên phần lớn thành phố nằm trong quận Baker, và những cư dân xưa kia đã xem Baker City là nơi thuận tiện hơn. Để cho thuận tiện trong các mục đích hành chính, nó được xem như nằm trong quận Baker.
Theo điều tra dân số năm 2000, thành phố có tổng dân số là 0. Kỷ lục điều tra dân số năm 2000 cho Greenhorn là hoàn toàn trống, ngoài việc nó có 7 đơn vị nhà ở. Năm 2006, dân số ước tính là 2 người.
Theo sách xanh Oregon, thị trưởng của Greenhorn là Frances Villwock, và thông tin liên lạc cho thành phố được ghi bằng địa chỉ và số điện thoai ở Oregon City.

## Lịch sử

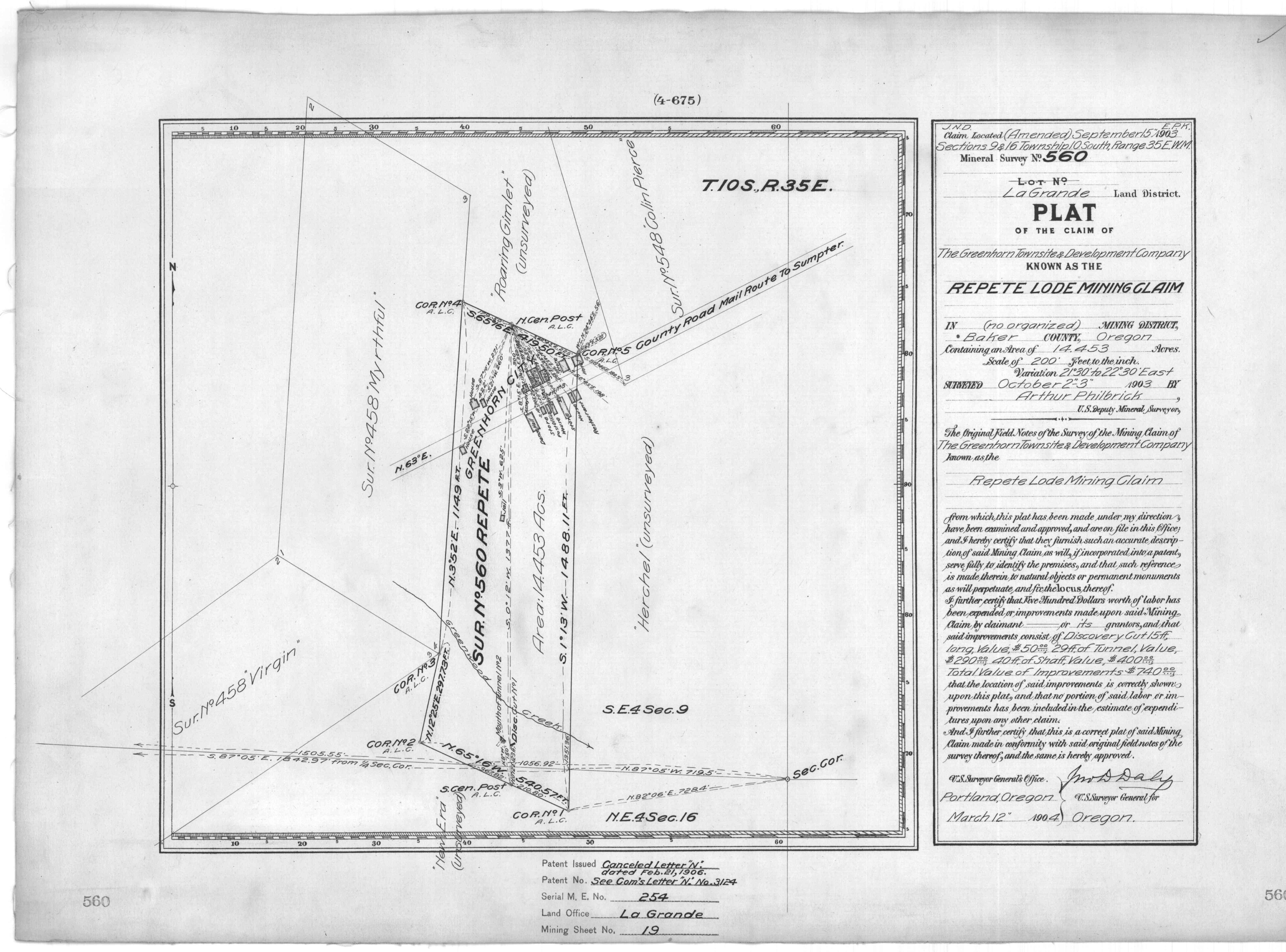
Sơ đồ thành phố năm 1903

Greenhorn có dân cư đầu tiên vào thập niên 1860 khi những người thợ mỏ trông mong tìm thấy vàng trong khu vực. Khu mỏ đầu tiên gồm có các khu đãi vàng nhưng chẳng bao lâu thì có nhiều khu đào vàng được phát triển. Thành phố được hợp nhất vào năm 1903. Nó tiếp tục như là một cộng đồng đứng vững cho đến năm 1942 khi khai thác vàng bị coi là bất hợp pháp theo Công luật liên bang số 208 trong thời Chiến tranh thế giới thứ hai.
Trong những năm sau đó, nhà tù Greenhorn củ (có từ năm 1910) được dời về Canyon City, Oregon dưới nhiều chi tiết đáng nghi ngờ. Một phiên tòa được yêu cầu xử để đòi đưa nó về vị trí củ, nhưng vì thành phố nằm hai bên đỉnh núi Blue nên các biện lý quận của quận Baker và quận Grant thậm chí không thể đồng ý là tòa của quận nào nên được xử vụ này. Vụ này sau đó được tòa quận Grant thụ lý tại Canyon City. Nhà tù vẫn nằm tại Canyon City.

## Địa lý
Greenhorn nằm ở tọa độ 44°42'31" Bắc, 118°29'48" Tây (44.708737, -118.496872)1.
Theo Cục điều tra dân số Hoa Kỳ, thành phố có tổng diện tích là 0,1 dặm vuông (0,3 km²). Tất cả đều là mặt đất.
Thành phố có Rừng Quốc gia Malheur và Rừng Quốc gia Wallowa-Whitman vây quanh.
Nằm trên độ cao 6.300 ft, Greenhorn là một thành phố hợp nhất nằm trên cao nhất tại Oregon.

## Nhân khẩu
Theo điều tra dân số năm 2000, thành phố này không có người sinh sống.